# Aedes japonicus
Aedes japonicus és una espècie de mosquit descrita per primer cop, sota el nom de Culex japonicus per Frederick Vincent Theobaldel 1901 a Tòquio, a l'illa japonesa de Honshu essent la seva distribució originària. Tanmateix s'ha estès fins a zones de Bèlgica, Xina, França, Japó, Corea del Sud, Panamà, Alemanya,Espanya, Rússia, Taiwan, i els 48 Estats Units contigus més meridionals Fou detectat a Nova York i a Nova Jersey l'any 1998. S'estima que podria estendre's potencialment a la majoria d'Amèrica del Nord, Europa, Àsia i parts de Hawaii.
Ae. japonicus és capaç de transmetre sota condicions de laboratori el virus West Nile i se'l considera un vector actiu d'aquest virus amb els seus síndromes associats. Les seves interaccions amb altres vectors els habiliten com a potencials transmissors d'altres malalties transmeses per vectors.

## Morfologia

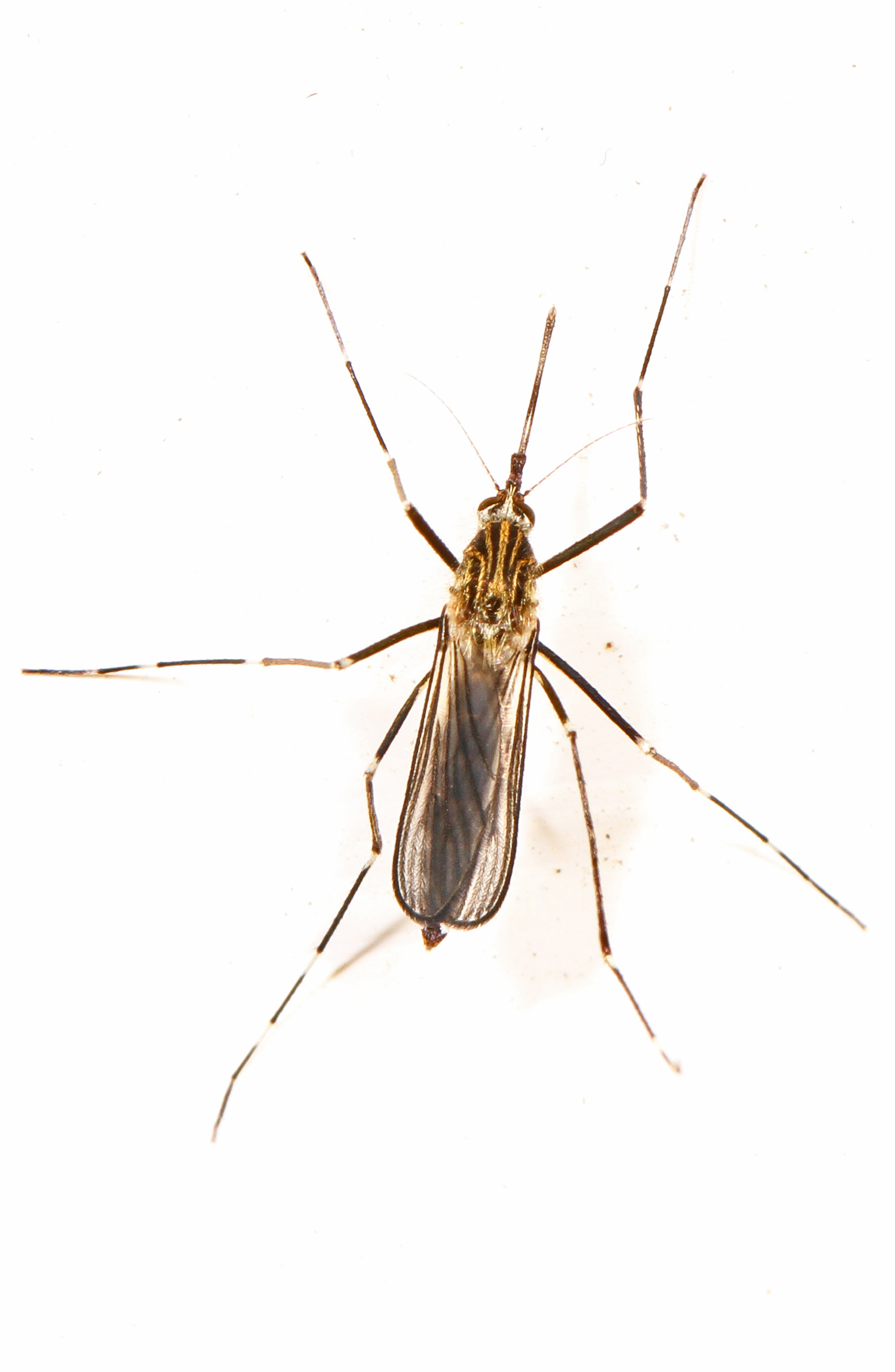
Fotografia d'un adult en vista dorsal mostrant la típica ornamentació del tòrax

Els adults tenen un patró característic a sobre l'escut que recorda una lira de color bronze, format per tres franges lineals paral·leles longitudinals acompanyades de dues franges corbades laterals. Abdomen negre amb línies basals blanques. Potes negres, tíbies de marró clar a la base i tarsos amb la base blanca. Les larves tenen un arranjament lineal de setes frontals ramificades i una sella anal fortament espinosa.

## Ecologia
Els adults viuen en àrees forestals i, com altres espècies del gènere Aedes, piquen durant el dia, però que és poc antropòfil. Al laboratori, piquen a gallines i ratolins però no a rèptils o amfibis. Les larves proliferen en un diverses menes d'acumulacions d'aigua, tant d'origen natural com antròpica, contenidors d'aigua, forats d'arbre i forats en la pedra, normalment preferint zones ombrívoles i aigua rica en matèria orgànica. Apareixen a principis de la primavera fins a principis de tardor al seu hàbitat natiu al centre del Japó. Passen l'hivern en forma d'ous a les regions fredes, o com a larves en les regions més càlides.